# Dr. Martens

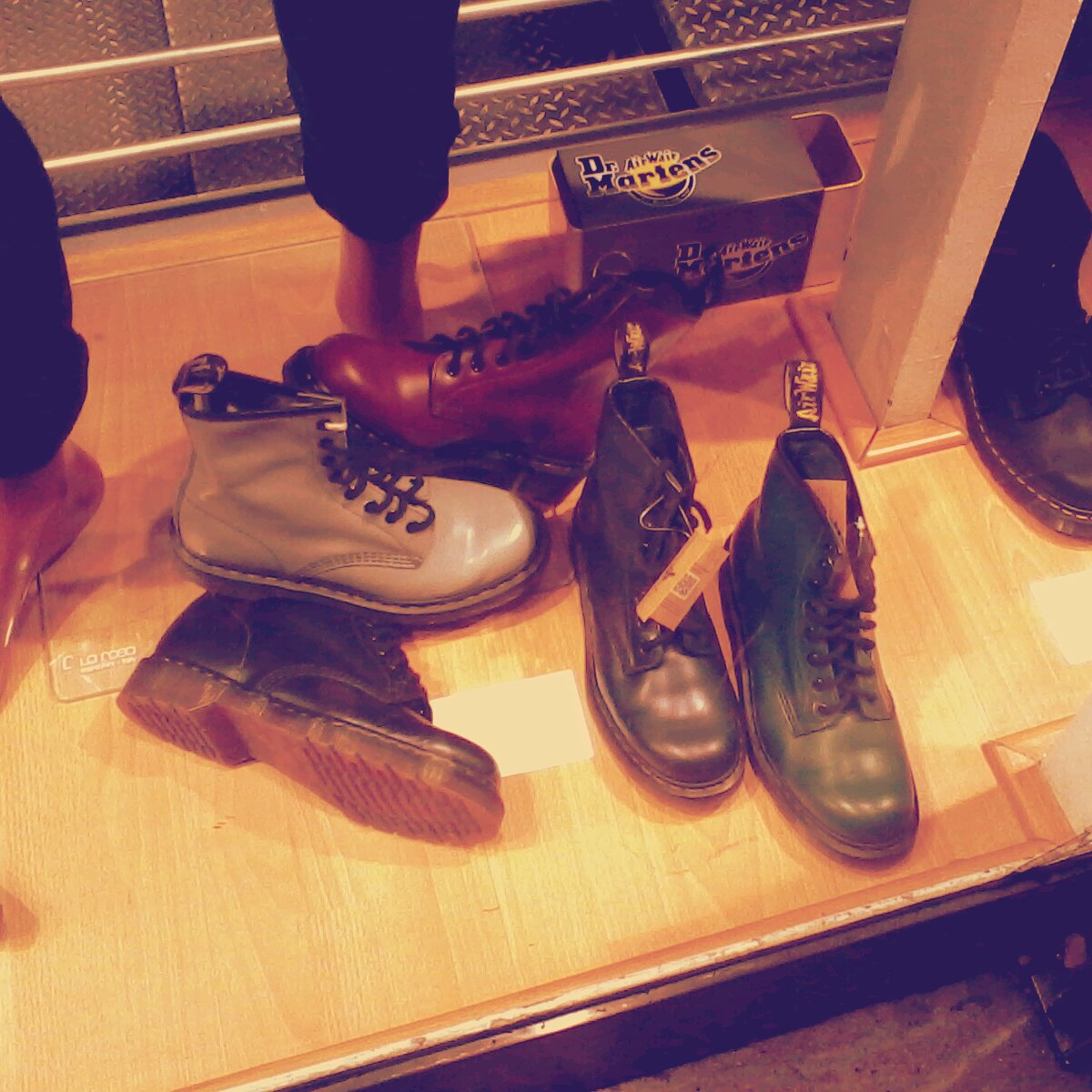
Dr. Martens 1460 in vari colori nella vetrina di un negozio

Dr. Martens (noto anche come Doctors, Docs, Doc. Martens o DM's) è un marchio di calzature, soprattutto anfibi, originalmente prodotte dalla R. Griggs & Co. di Wollaston, in Inghilterra, Regno Unito, e attualmente di proprietà della Permira.
Le calzature Dr. Martens sono caratterizzate da una particolare foggia e da una suola con cuscinetto d'aria sviluppata da un medico tedesco, il dottor Klaus Maertens, come scarpa ortopedica in seguito a un incidente a un piede, durante la Seconda guerra mondiale.
Le Dr. Martens sono le calzature che identificano e accomunano talune sottoculture quali punk, ska, new waver, skinhead, grunge, psychobilly, mod, metallari, gothic, emo, ecc.
Il nome Dr. Martens o "Doctors" viene talvolta utilizzato impropriamente per chiamare così altri anfibi prodotti da altri marchi, imitazione dei Dr. Martens o prodotti ad essi assimilabili.
Dr. Martens è inoltre una etichetta discografica che ha prodotto vinili, CD e DVD promozionali, compilation o album, contenenti musiche legate al marchio.

## Storia

### Nascita della R. Griggs & Co.
Nel 1901 Benjamin Griggs e Septimimus Jones si mettono in società per produrre scarpe, aprendo una ditta a Wollaston, nel Northamptonshire, una contea storicamente nota per le manifatture di scarpe. Alla morte di Jones, dieci anni più tardi, nel 1911, Benjamin Griggs e il figlio Reginald fondano la R. Griggs and Co. grazie ad un considerevole aiuto economico da parte della madre di Benjamin, Jane Griggs.
Inizialmente le scarpe vengono assemblate a mano, la manifattura produce principalmente scarpe per i minatori e per l'esercito britannico: ai militari è infatti destinata la produzione dei Bulldog Boots, i classici anfibi militari neri a dieci buchi con suola chiodata e cucitura sulla punta, attualmente anche noti come Getta Grip.

### Il dottor Maertens inventa un nuovo tipo di suola
Nel 1943 Klaus Maertens, un medico tedesco laureatosi l'anno precedente, si rompe un piede mentre scia sulle Alpi Bavaresi durante una licenza militare. Durante la convalescenza, che trascorre nella nativa città di Seeshaupt, vicino a Monaco, poiché trova molto scomodo camminare con le suole di cuoio classiche degli stivali della Wehrmacht, comincia a pensare ad un innovativo tipo di suola ammortizzata da un cuscinetto d'aria e ad un tipo di scarpone costruito con una pelle più morbida.
A guerra finita e acquistata della pelle da un calzolaio, realizza da sé il primo prototipo di Dr. Martens: un paio di scarponi marroni a 8 buchi. Maertens non riesce però a vendere le sue scarpe, finché non incontra a Monaco nel 1947 un vecchio compagno di università, il Dr. Herbert Funck, molto colpito dal design degli scarponcini realizzati dall'amico. Lo stesso anno a Seeshaupt i due decidono quindi di aprire assieme una nuova attività di produzione di scarpe, utilizzando scarti di gomma della Luftwaffe, per la suola, e la stoffa di vecchie divise dismesse dell'esercito tedesco per la tomaia.
Le comode e durevoli suole della scarpe del Dr. Maertens piacciono così tanto alle casalinghe tedesche che l'80% delle vendite è dovuto ad una clientela femminile. Nel 1952 le vendite aumentano a tal punto che i due decidono di aprire una nuova fabbrica a Monaco. Alla fine degli anni cinquanta la fabbrica di Maertens e Funck produceva oltre 200 diversi modelli di scarpe con la suola con cuscinetto d'aria.
Nel 1959 Maertens e Funck decidono di rivolgersi al mercato internazionale per vendere la licenza.

### L'incontro tra Klaus Maertens, Herbert Funck e la R. Griggs & Co.
Durante gli anni cinquanta La Griggs continua ad avere cospicue commissioni da parte dell'esercito inglese e, per la Guerra di Corea, da quello statunitense, tuttavia un pericoloso concorrente si affaccia sul mercato: la scarpa da lavoro TUF prodotta dalla G.B. Britons. La Griggs decide così di investire in nuovi macchinari e aumentare la produzione, ampliando al contempo il proprio mercato.
Nel 1959 William Griggs, a capo della manifattura inglese, nota un annuncio di Maertens e Funck tra le pagine di Shoe & Leather News, una pubblicazione destinata agli addetti del mercato di scarpe inglese. Contattati gli inventori tedeschi, immediatamente il marchio inglese R. Griggs Group Ltd. ne acquista il brevetto, optando per il nome Dr. Martens, anglicizzazione del tedesco Maertens, scartando al contempo il nome del Dr. Funck troppo simile al gergale inglese fuck (scopare).
La Griggs inoltre apporta alcune sostanziali modifiche allo scarpone classico del Dr. Maertens: ne ridisegna la suola, arrotondando il tacco; aggiunge la fettuccia posteriore con il marchio Air Wair, con il quale aveva registrato la suola, e il motto With bouncing soles; aggiunge la cucitura gialla tra suola e tomaia.
Immette sul mercato così il primo paio di Dr. Martens inglesi il 1º aprile 1960, da cui il modello prende il nome 1460 (tuttora in produzione): si tratta del classico anfibio a 8 buchi, di colore rosso ciliegia.
I "Doctors" diventano ben presto le scarpe di postini e operai, acquisendo così la fama di scarpa per lavoratori. A fine anni sessanta anche i poliziotti inglesi indossano Dr. Martens, dovendo però annerire con dell'inchiostro la caratteristica cucitura gialla, non consentita dal regolamento.
Il 1º aprile 1961 viene lanciata sul mercato la scarpa a 3 buchi modello 1461. La scarpa verrà adottata dagli impiegati delle poste, divenendo ben presto simbolo del sindacato e successivamente della sinistra inglese.

### I Dr. Martens nella cultura underground

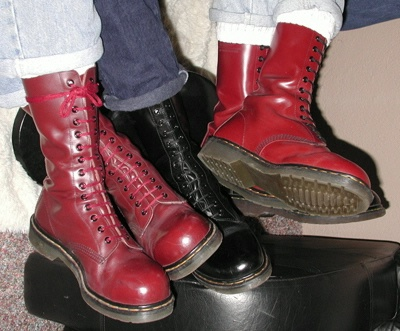
Dr. Martens 1940 e 1420 a 14 buchi indossati nel tipico modo degli skinhead, con i caratteristici blue-jeans arrotolati

Durante gli anni sessanta i mod adottano i Dr. Martens 1460 dopo che Pete Townshend degli Who li elegge a sua calzatura favorita.
Dopo il 1964 i mod cominciano a suddividersi in varie correnti, tra cui gli hard mod, che iniziano a vestirsi in modo più comodo, utilizzando jeans e anfibi. Da essi, nei tardi anni sessanta, si svilupperanno gli skinhead che saranno i primi a fare dei Doctors un simbolo e a sdoganarli da scarpe per lavoratori a simbolo della loro sottocultura.
In Italia la prima comparsa di queste calzature viene attribuita al musicista anglo-italiano del gruppo beat I BlackJack, Alan Targett-Adams, cugino da parte di madre del musicista inglese Phil Manzanera. Il musicista, grazie alla possibilità di viaggiare spesso tra l'Italia e il Regno Unito, fu tra i primi, negli anni sessanta, a indossare i Dr. Martens.
I Dr. Martens sono la componente più importante dell'abbigliamento degli skinhead a cui prestano una attenzione quasi ossessiva, tenendoli sempre lucidati e ben curati, scegliendo i Doctors più alti, da 10 buchi in su, spesso con punta d'acciaio, enfatizzandone talvolta l'aspetto imponente indossando taglie più grandi. Per gli hard mod, prima, e gli skinhead, poi, l'utilizzo dei Dr. Martens rappresenta una rivendicazione della loro appartenenza proletaria, in contrapposizione a quella dei mod borghesi e benestanti che presero la via della psichedelia e del movimento hippy. Tuttavia le violenze e gli scontri di cui si rendono responsabili bande di skinhead inglesi, portano ad identificare i Dr. Martens come l'anfibio degli skins, gettando discredito sulla R. Griggs & Co. In particolare una immagine apparsa su un quotidiano inglese degli anni settanta ritrae una anziana signora con sovrimpressa l'impronta della suola dei Dr. Martens.
Negli anni settanta, mentre gli skinhead assumono sempre più una connotazione politica destrofila, i giovani di sinistra del Regno Unito fanno proprie le scarpe Dr. Martens 1461 a 3 buchi: fin dagli anni sessanta questo tipo di calzatura ha cominciato infatti ad identificarsi con il sindacato e la cultura progressista, soprattutto grazie al parlamentare socialista Tony Benn. In questo decennio si viene così a verificare il paradosso che le due fazioni politicamente opposte, quanto la polizia inglese che spesso sta tra queste per dividerle, indossano tutte Dr. Martens, seppure in varianti di modello: 1461 per i militanti di sinistra, 1460 per i poliziotti e 1914 o 1940 per gli skins.
Nei tardi anni settanta i punk, nonostante inizialmente utilizzino soprattutto sneaker (specialmente Converse All Stars, notoriamente indossate dai componenti dei Ramones), brothel creeper e winklepicker, adottano ben presto i Doctors come calzatura e in breve il binomio punk/Dr. Martens diverrà inscindibile. Successivamente i Dr. Martens diventano popolari anche tra gli appartenenti alle culture giovanili quali ska, new wave, psychobilly, goth, grunge, brit-pop, ecc. Finendo in pratica per divenire un simbolo di appartenenza alla cultura underground.
Negli Stati Uniti una simile popolarità si ebbe nei primi anni novanta, con la diffusione del genere musicale grunge. Ma con il calo di interesse nei confronti di questi generi musicali e il declino della cultura underground, anche i Dr. Martens subirono un trend negativo nei successivi quindici anni.

### Declino tra anni novanta e primi anni duemila
Il calo di interesse da parte dei giovani nei confronti di queste sottoculture e il generale declino dell'underground, a partire dalla metà degli anni novanta, porta anche ad un calo delle vendite dei Dr. Martens in questo periodo. Il 1º aprile 2003, a causa del declino delle vendite, la Dr. Martens decide di cessare la produzione nel Regno Unito spostandola in Cina e Thailandia. Unitamente a questo cambiamento, arriva anche la fine della produzione di calzature destinate ai vegani (poi ripresa nel 2014), interamente fabbricate senza l'utilizzo di materiali di origine animale, che venivano prodotte a partire dal gennaio 2000.

### Dr. Martens Revival

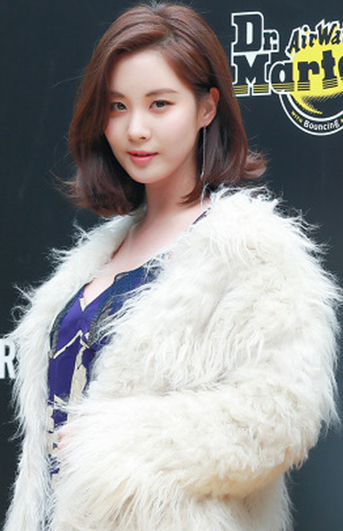
La cantante Seohyun alla sfilata della collezione Dr. Martens del 2018

Alla fine del primo decennio del XXI secolo, i Dr. Martens godono di una nuova ampia popolarità tanto da parlare di un "Dr. Martens Revival", similmente a quanto avvenuto in Europa nei primi anni ottanta, con la diffusione di generi musicali quali lo ska, la new wave e dell'abbigliamento punk e skinhead, portò anche ad un'ampia diffusione dei Dr. Martens. In questo periodo la diffusione della calzatura nel fashion system, grazie a icone della moda quali, tra le altre, la supermodel Agyness Deyn, che esibisce frequentemente questo tipo di calzature nelle immagini che la ritraggono e che diviene fedele testimonial dei Dr. Martens, porta il marchio ad aprire numerosi nuovi negozi, anche nell'Estremo Oriente.
Nel 2007 la compagnia decide di tornare a produrre nuovamente una linea di calzature in Inghilterra, nella fabbrica di Cobbs Lane, a Wollaston. Questo prodotto, la linea Vintage, è in vendita nei negozi online. A partire dal 2008 la realizzazione di nuove varianti dei modelli classici e di nuove linee di prodotti Dr. Martens, aventi la suola con cuscinetto d'aria, viene affidata spesso a celebri firme della moda. Tra gli stilisti coinvolti figurano: Yohji Yamamoto, Raf Simons, Jean-Paul Gaultier e Louise Body. Una linea di desert boot è stata invece disegnata in collaborazione con il brand Stussy X. Nel 2012 Dr. Martens collabora con la nota casa Swarovski nella realizzazione di una linea di scarpe nere con cristalli incastonati.

### Il cambio di proprietà
Nel 2013, dopo 53 anni di produzione ininterrotta, il marchio Dr. Martens, viene ceduto dalla R. Griggs & Co. alla società di investimento britannica Permira, per circa 300 milioni di sterline. Nell'operazione sono state coinvolte anche Barclays e Rothschild. La nuova proprietaria ha dichiarato di non voler intaccare la filosofia del marchio.
Nel 2019 il brand lancia la nuova campagna globale per la stagione Autunno/Inverno intitolata Tough as You, una comunicazione incentrata sul promuovere il continuo miglioramento di sé stessi e la forza della diversità. Alla base della campagna ci sono quattro storie di resilienza, narrazioni personali che mostrano come sia possibile affrontare le avversità. Il concept alla base della campagna è che l'unica cosa più resistente delle proprie calzature sono le persone che decidono di indossarle.

## Caratteristiche
I prodotti classici Dr. Martens, si distinguono per alcune caratteristiche salienti, che sono:
- Suole con cuscinetto d'aria: le suole Dr. Martens sono il principale tratto distintivo delle calzature, la suola brevettata contiene infatti una "bolla" d'aria che la rende ammortizzata e conferisce alla camminata la tipica andatura "molleggiata" dei punk.
- Cucitura gialla: tipica dei Doctors è la cucitura gialla che fissa la suola alla tomaia, questa caratteristica distingue praticamente tutti i modelli di anfibi e scarpe Dr. Martens classici, eccezion fatta per alcune varianti o modelli che non presentano tale cucitura, ad esempio una variante delle scarpe basse a 3 buchi modello 1461.
- Fettuccia con marchio AirWair: gli anfibi Dr. Martens, da 8 buchi in su, e desert boot, presentano la caratteristica fettuccia che serve ad agevolare il calzare la scarpa, con una doppia scritta gialla su sfondo nero: sul lato superiore il marchio «Air Wair», sul lato inferiore lo slogan «With Bouncing Soles» («Con suole "rimbalzanti"»).
- Marchio in rilievo: la maggior parte degli anfibi e talune scarpe, riportano in rilievo il marchio «Dr. Martens - Air Cushion Soles» impresso a caldo sul lato esterno della pelle della calzatura.
- Tripla cucitura della tomaia: in tutti gli anfibi Dr. Martens il punto di unione delle due parti della tomaia è rinforzato da una tripla cucitura.
- Punta d'acciaio: alcune versioni degli anfibi e delle scarpe Dr. Martens presenta poi la caratteristica punta d'acciaio, derivante dal suo uso come scarpa di sicurezza (la Dr. Martens produce tuttora alcuni modelli di scarpe di sicurezza).
- Anfibi: i Dr. Martens sono celebri soprattutto per gli anfibi, che sono in genere di colore nero o rosso e alti sino sopra la caviglia. Il modello classico 1460 è a 8 buchi, ma sono molto diffusi anche modelli a 10, 14 o 20 buchi, così come le scarpe basse a 3 buchi.
- Gamma di modelli: La casa produttrice inglese commercializza svariati modelli di anfibi, scarpe e sandali in una vasta gamma di colori, fantasie e fogge, aventi tutti la caratteristica suola con cuscinetto d'aria.

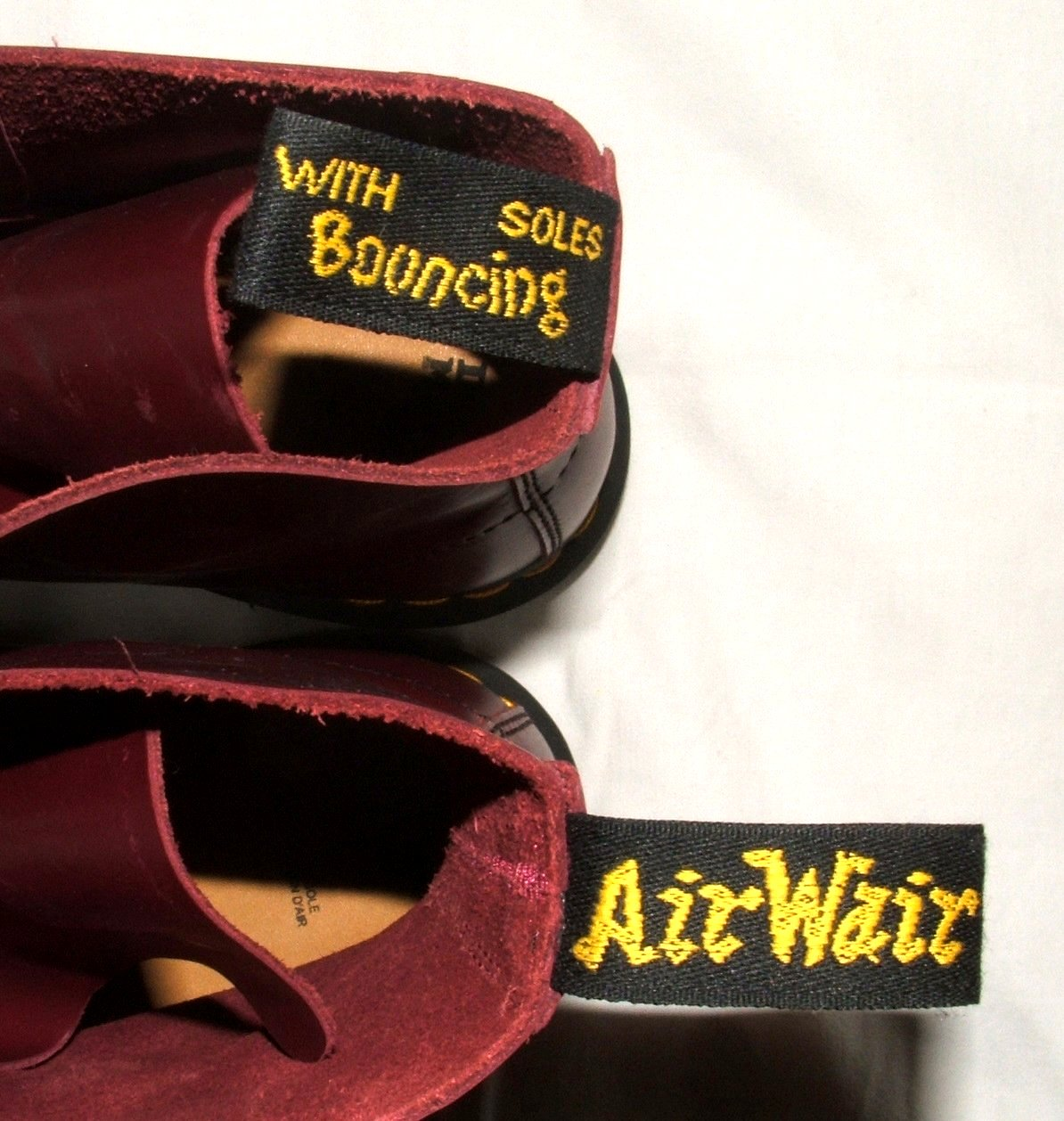
Fetuccia con marchio «AirWair» e slogan «With Bouncing Soles»
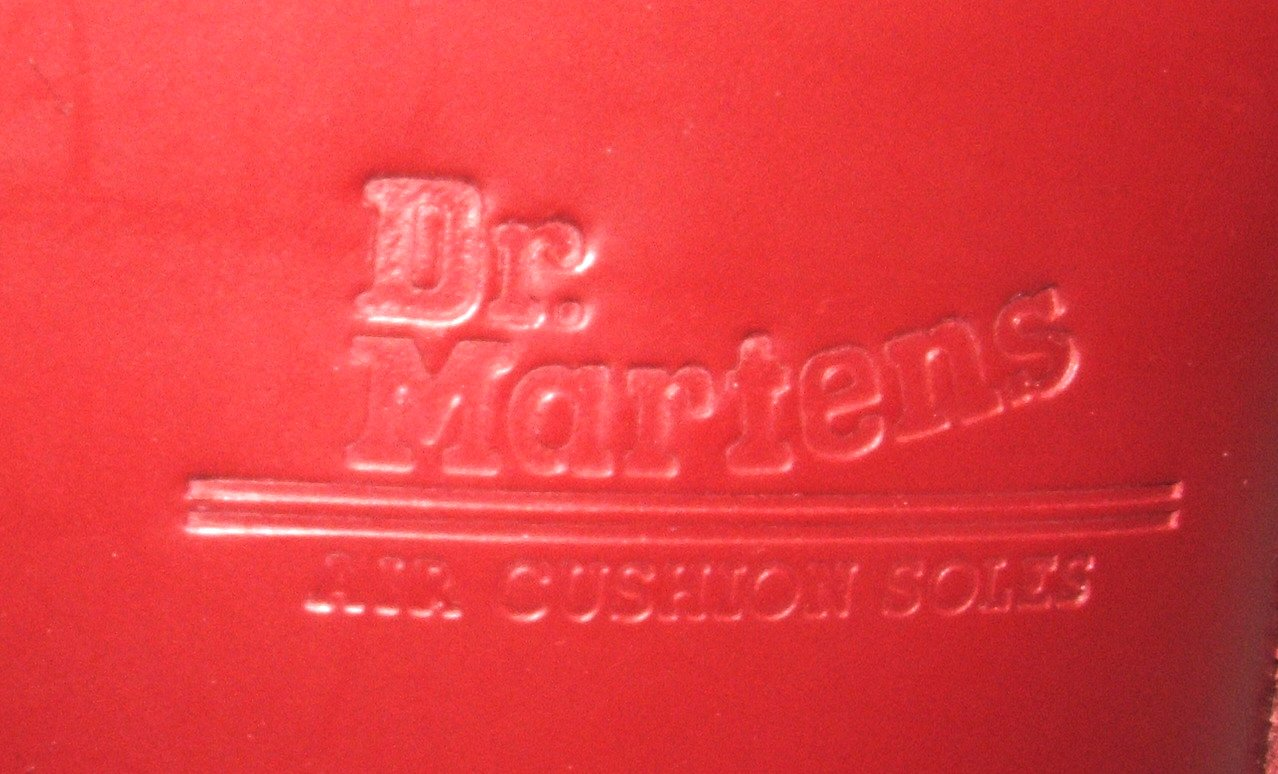
Marchio «Dr. Martens Air Cushion Soles» impresso a caldo sulla pelle della calzatura
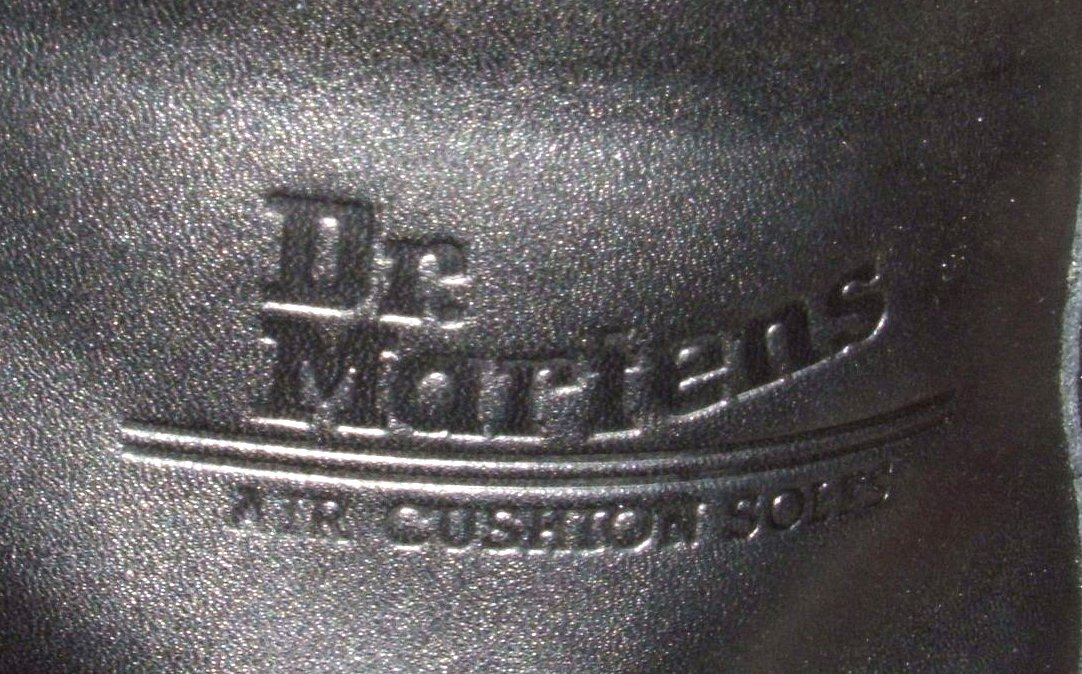
Altra versione del marchio «Dr. Martens Air Cushion Soles» impresso a caldo sulla pelle della calzatura
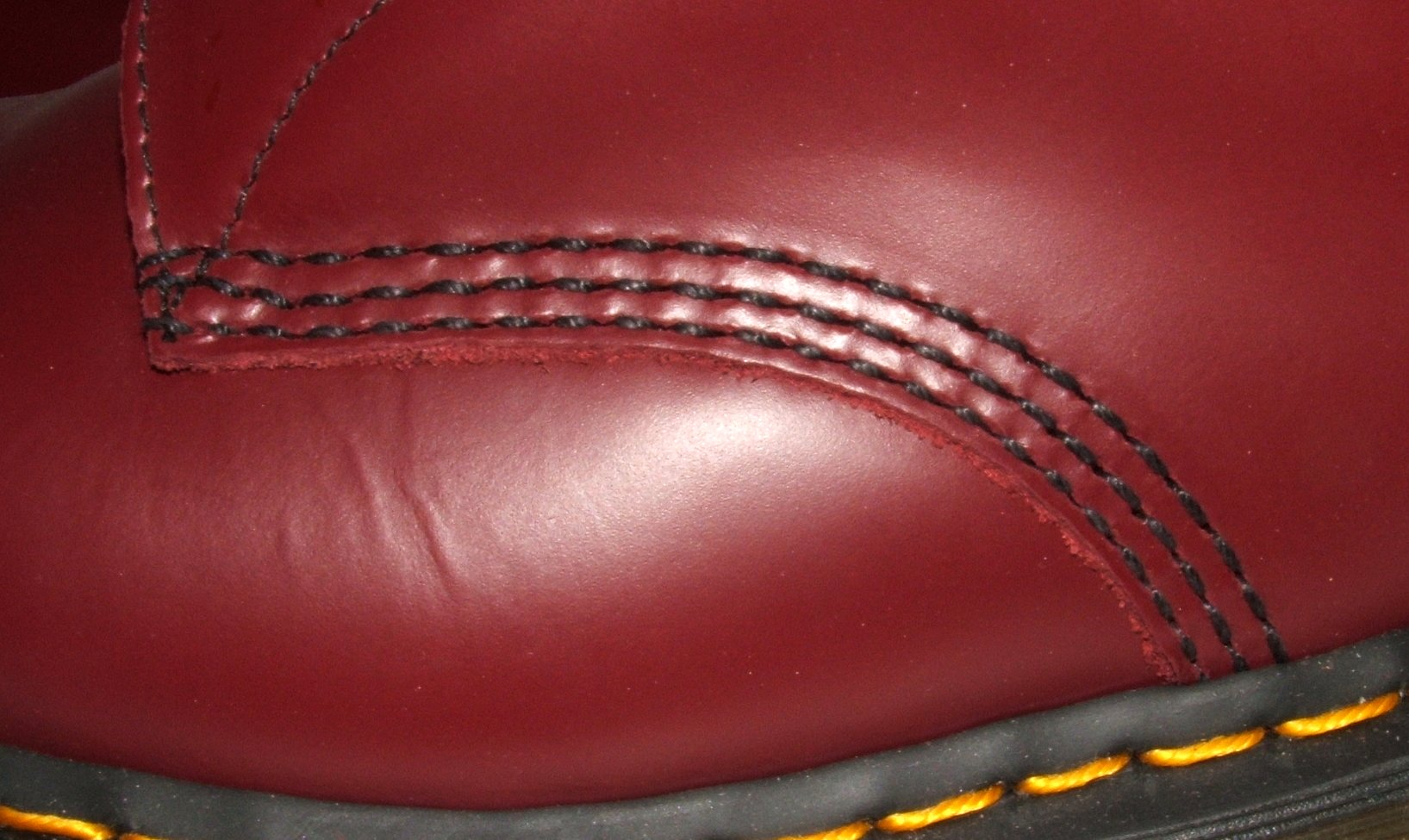
Tripla cucitura delle due parti della tomaia
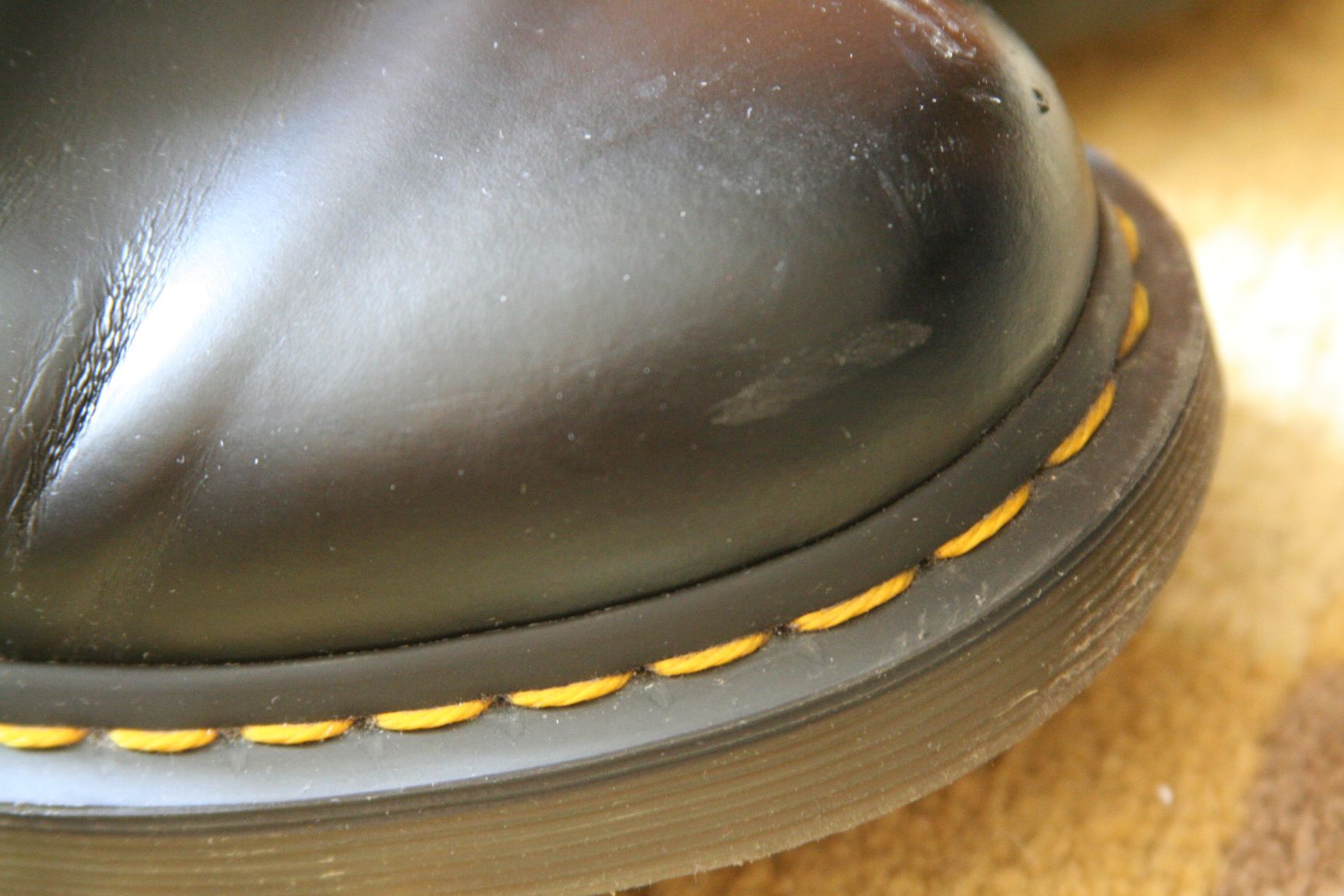
La tipica cucitura gialla laterale
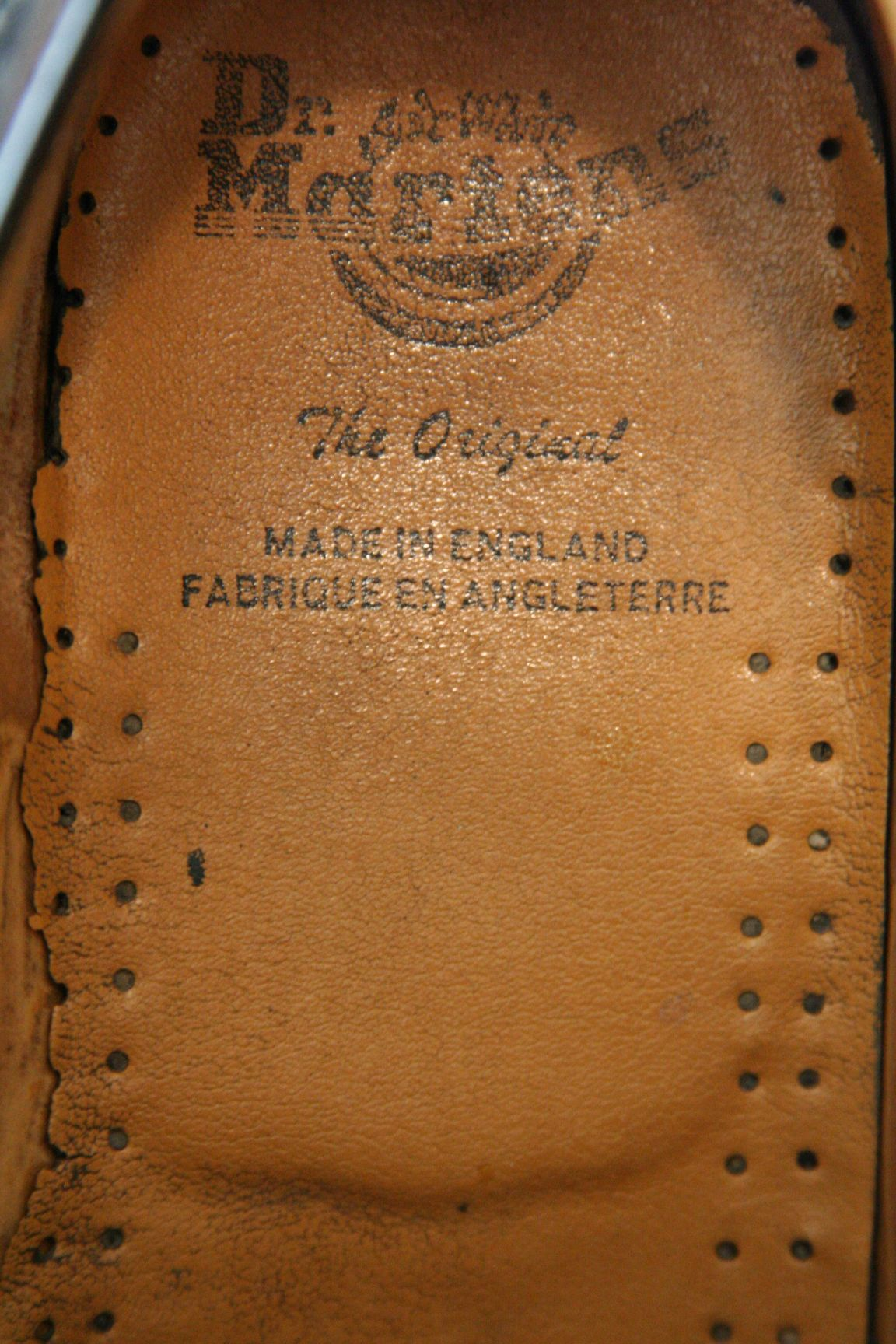
Interno di Dr. Martens prodotto nel Regno Unito prima del 2003
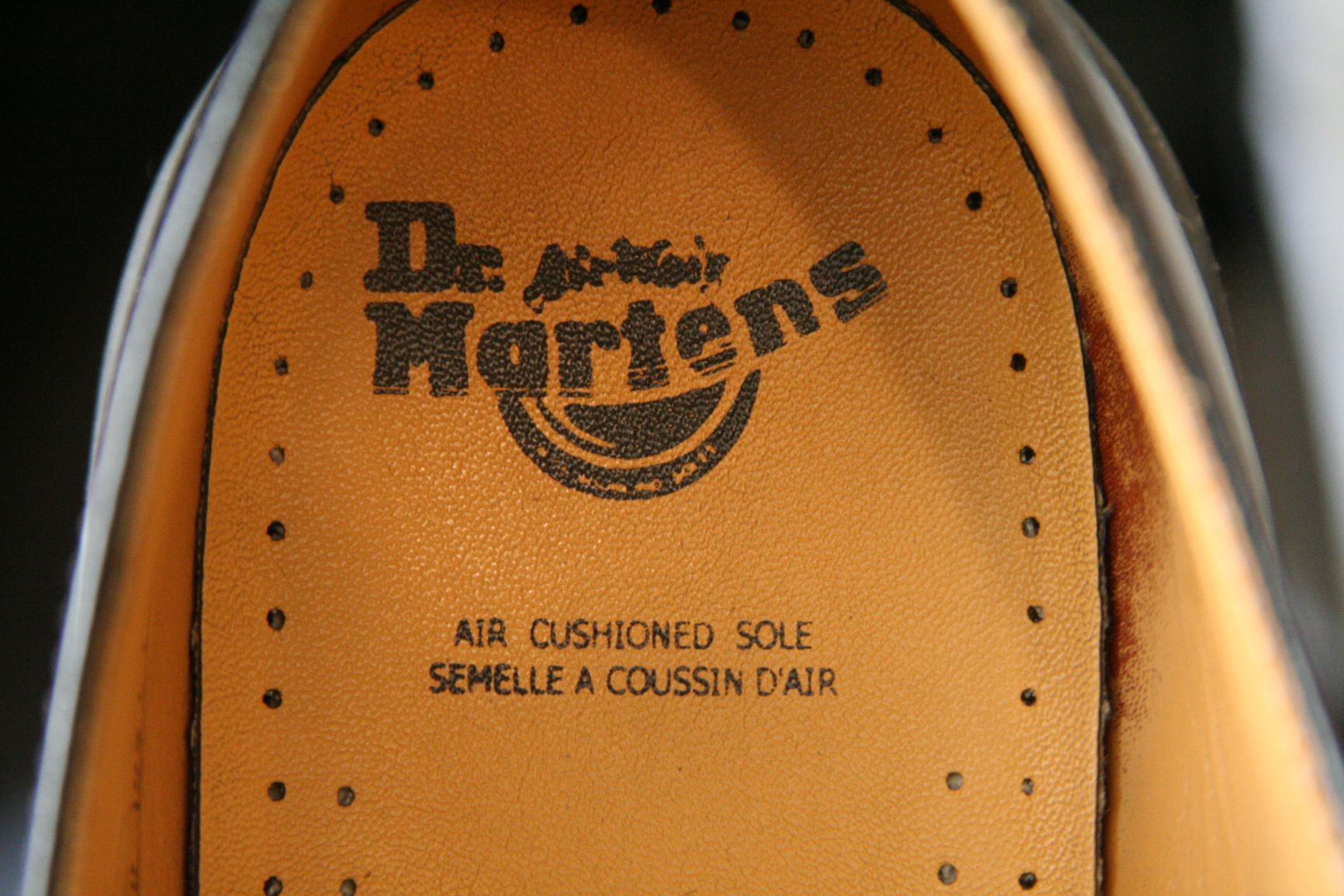
Interno di Dr. Martens prodotto in Thailandia dopo il 2003
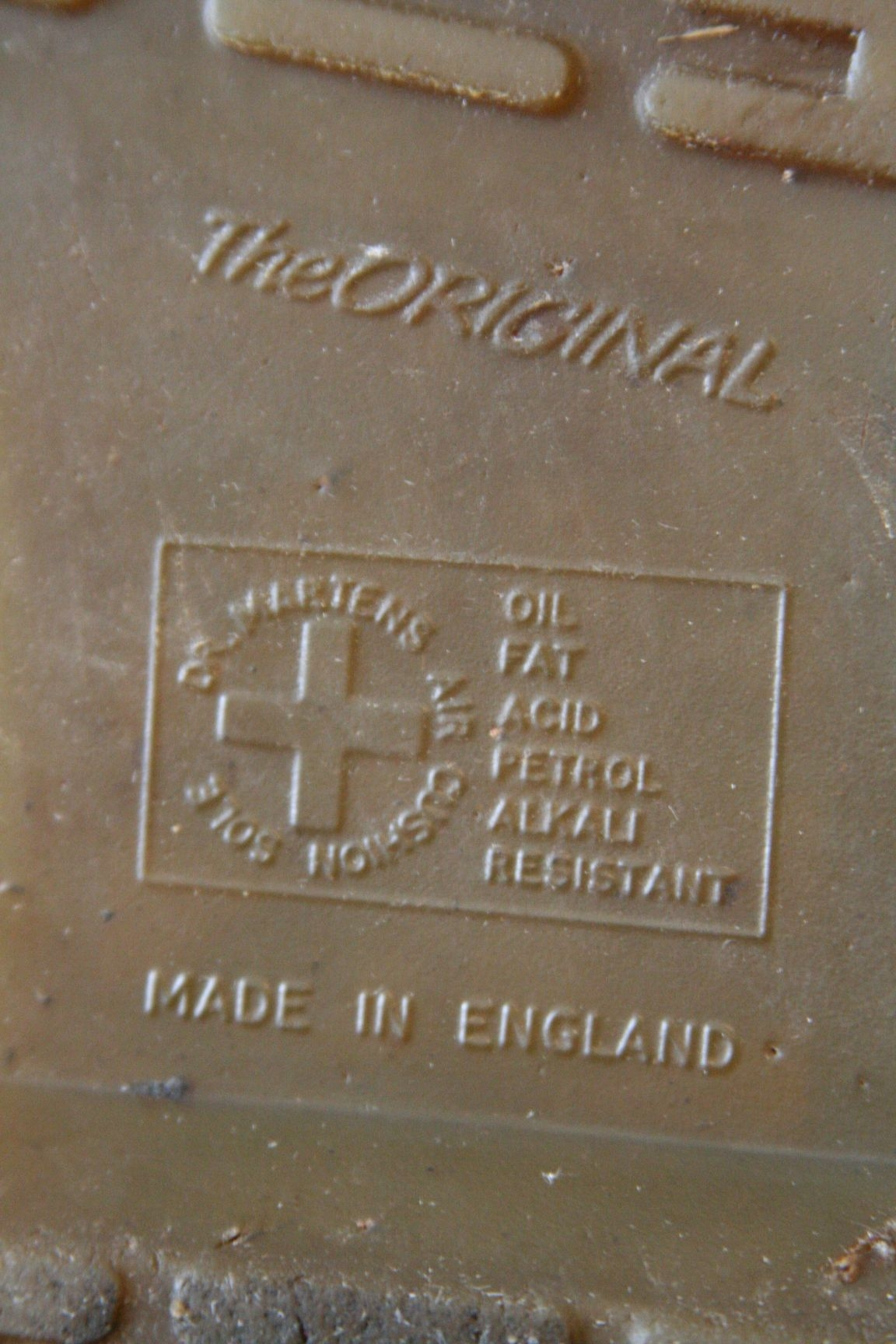
Suola di Dr. Martens prodotto nel Regno Unito prima del 2003
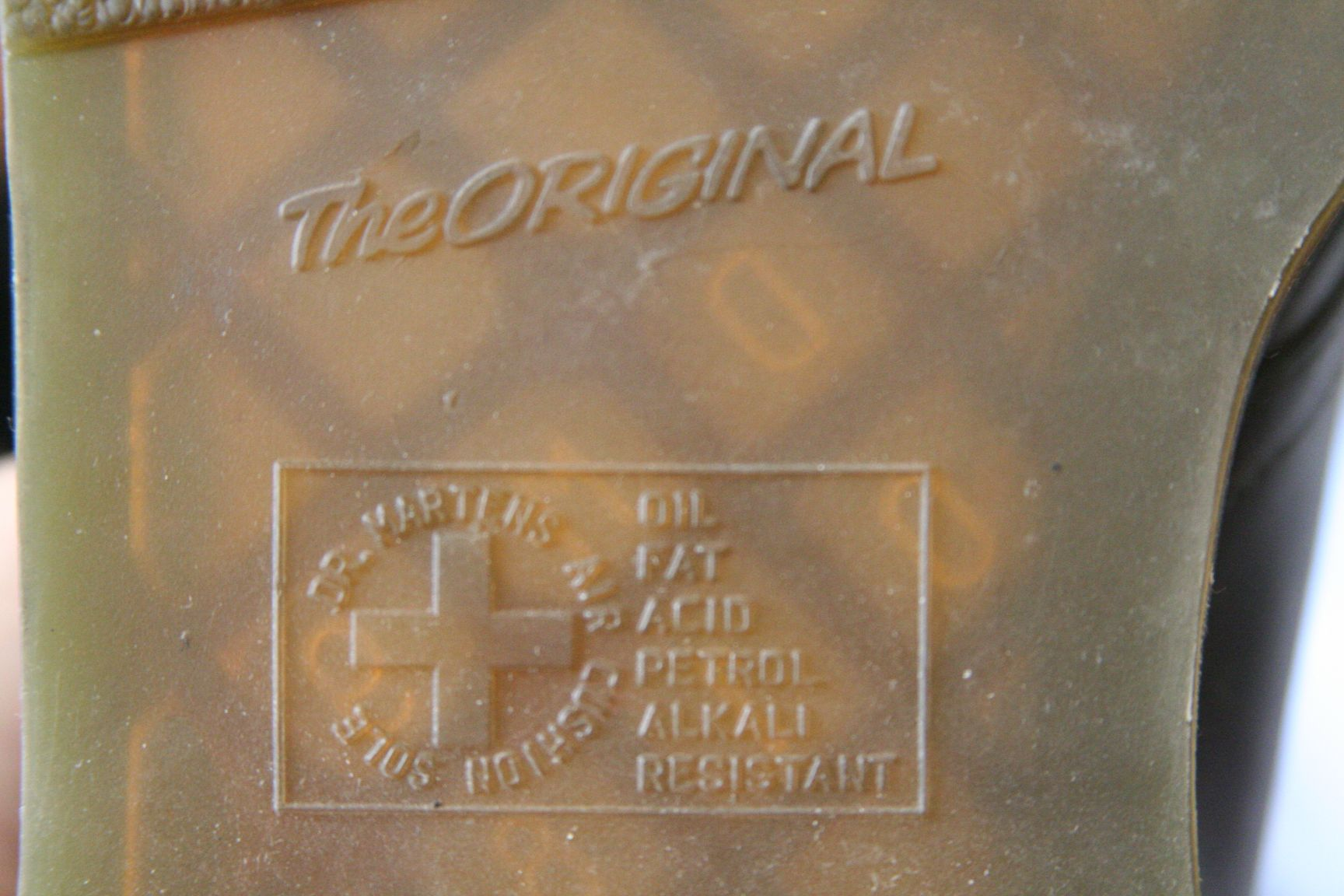
Suola di Dr. Martens prodotto in Cina dopo il 2003

## I modelli
I modelli classici Dr. Martens, sono:
| Modello | Tipo    | Buchi | Punta in acciaio | Colori                                                                        |
| ------- | ------- | ----- | ---------------- | ----------------------------------------------------------------------------- |
| 1460    | Anfibio | 8     | no               | vari colori, principalmente nero e rosso                                      |
| 1461    | Scarpa  | 3     | no               | vari colori, principalmente nero, rosso e marrone, anche in pelle scamosciata |
| 1420    | Anfibio | 20    | no               | vari colori, principalmente nero e rosso                                      |
| 1490    | Anfibio | 10    | no               | nero e rosso                                                                  |
| 1942    | Anfibio | 20    | sì               | nero                                                                          |
| 1914    | Anfibio | 14    | no               | nero e rosso                                                                  |
| 1919    | Anfibio | 10    | sì               | nero                                                                          |
| 1920    | Anfibio | 7     | sì               | nero                                                                          |
| 1940    | Anfibio | 14    | sì               | nero                                                                          |

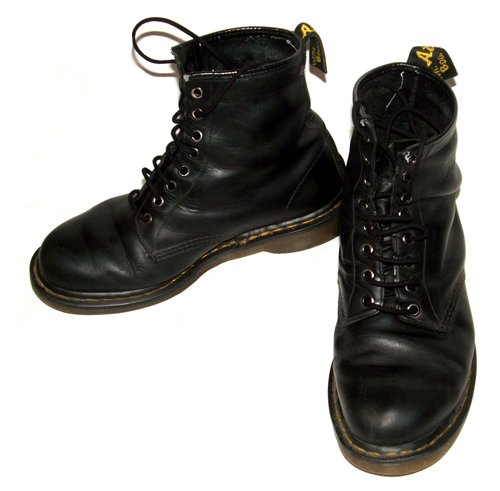
Versione nera in pelle ingrassata del classico modello Dr. Martens 1460
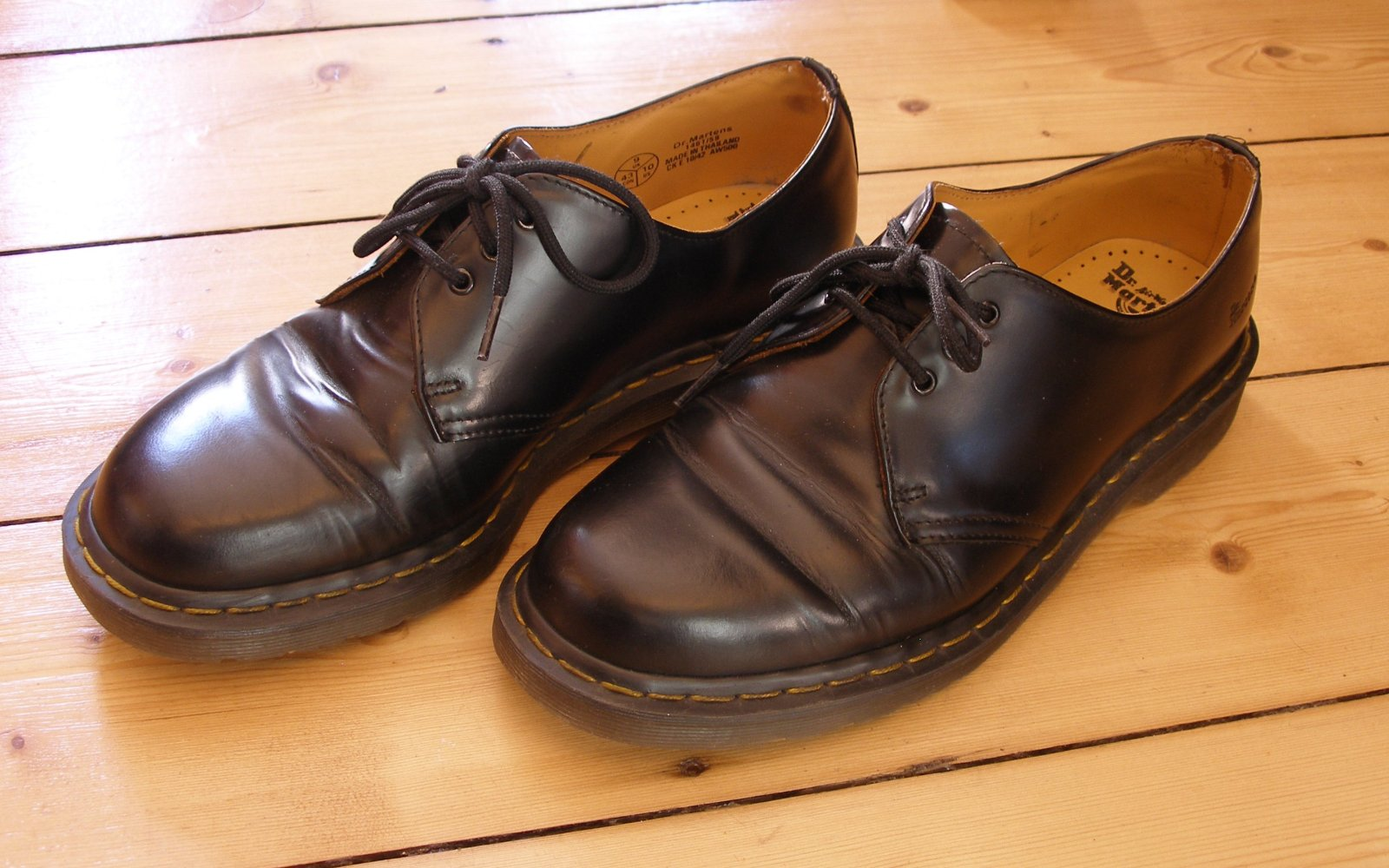
Scarpa Dr. Martens modello 1461 con cucitura gialla
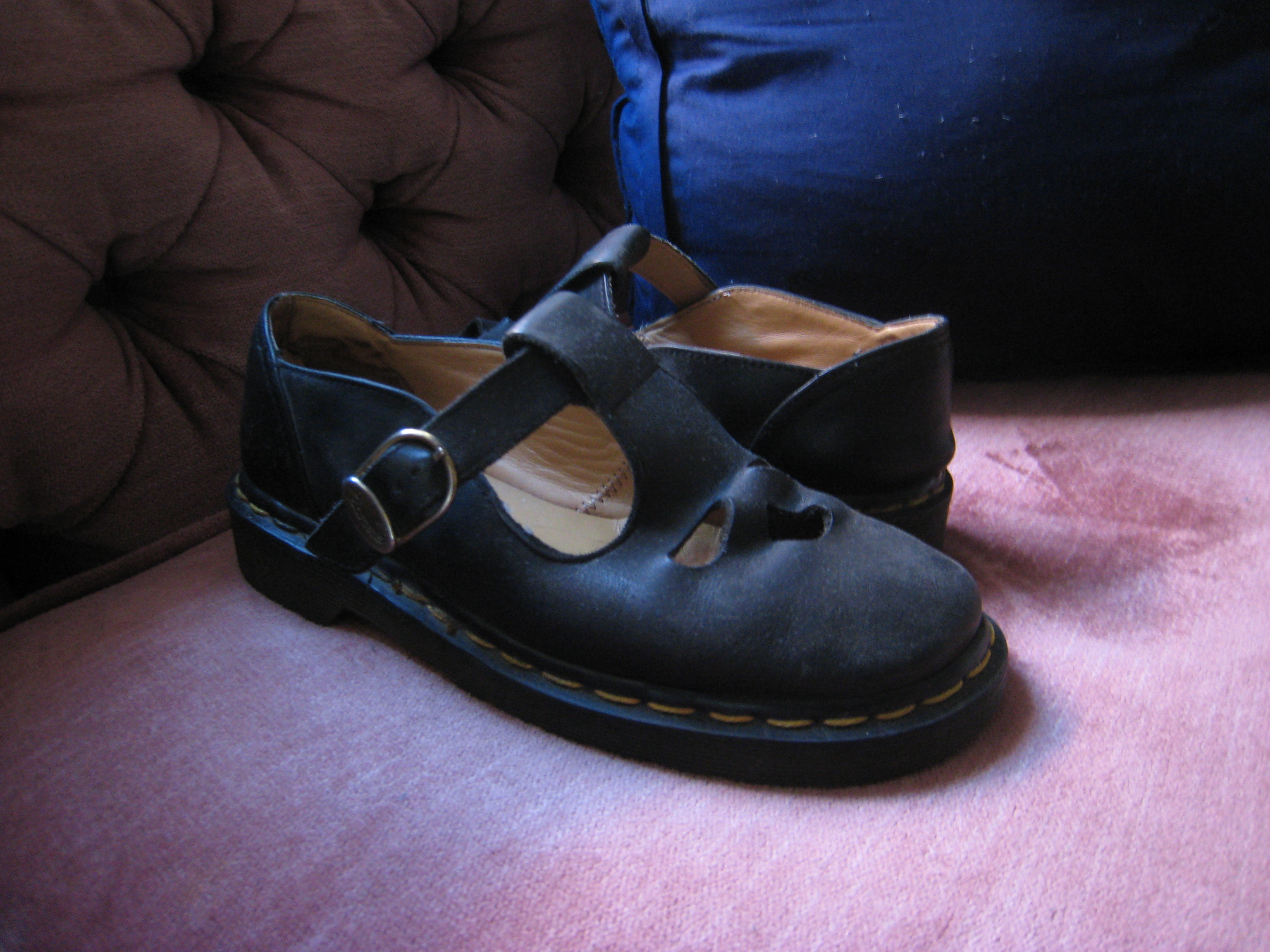
Scarpe Dr. Martens modello "Mary Jane"
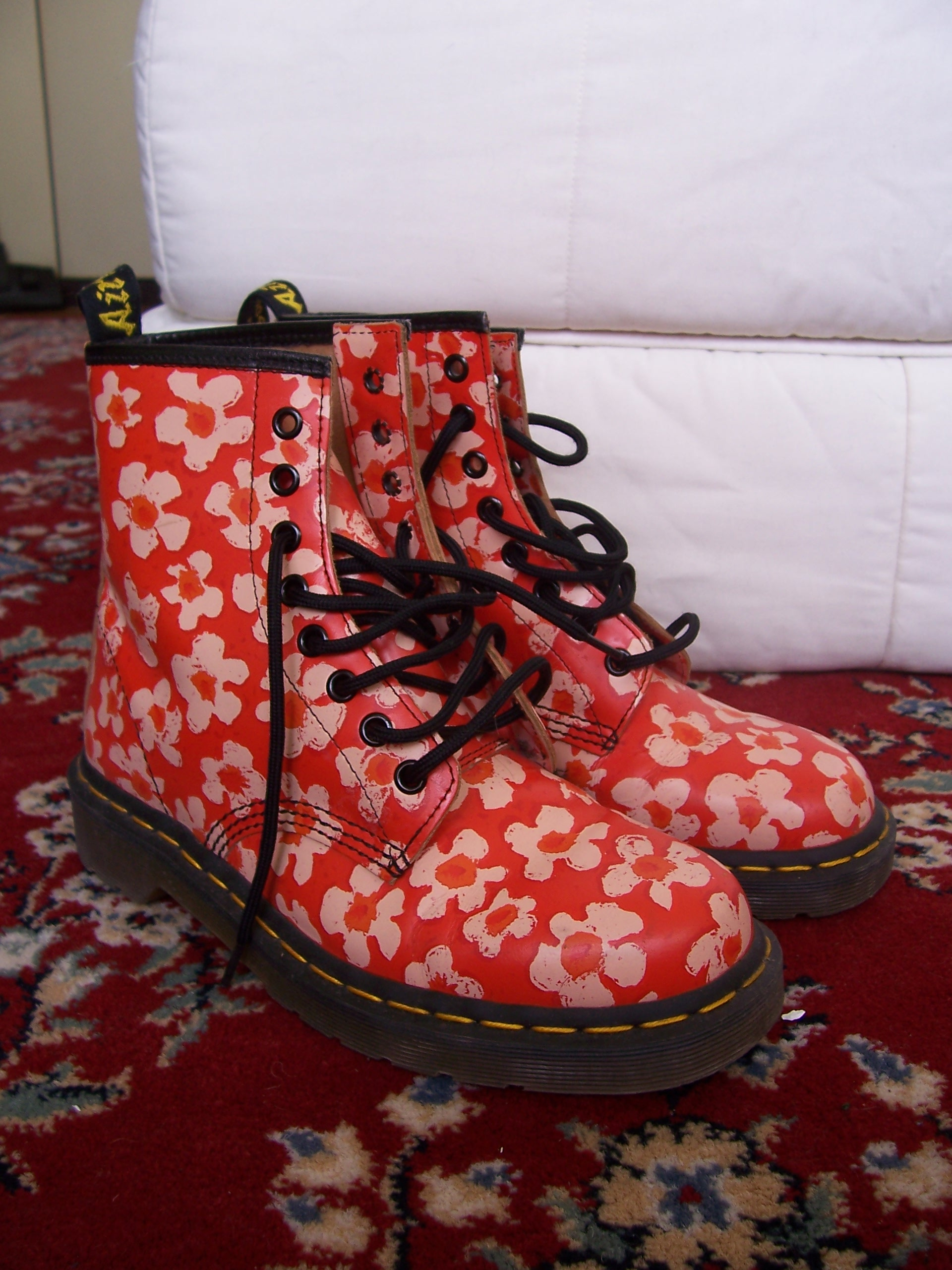
Modello 1460 a fiori
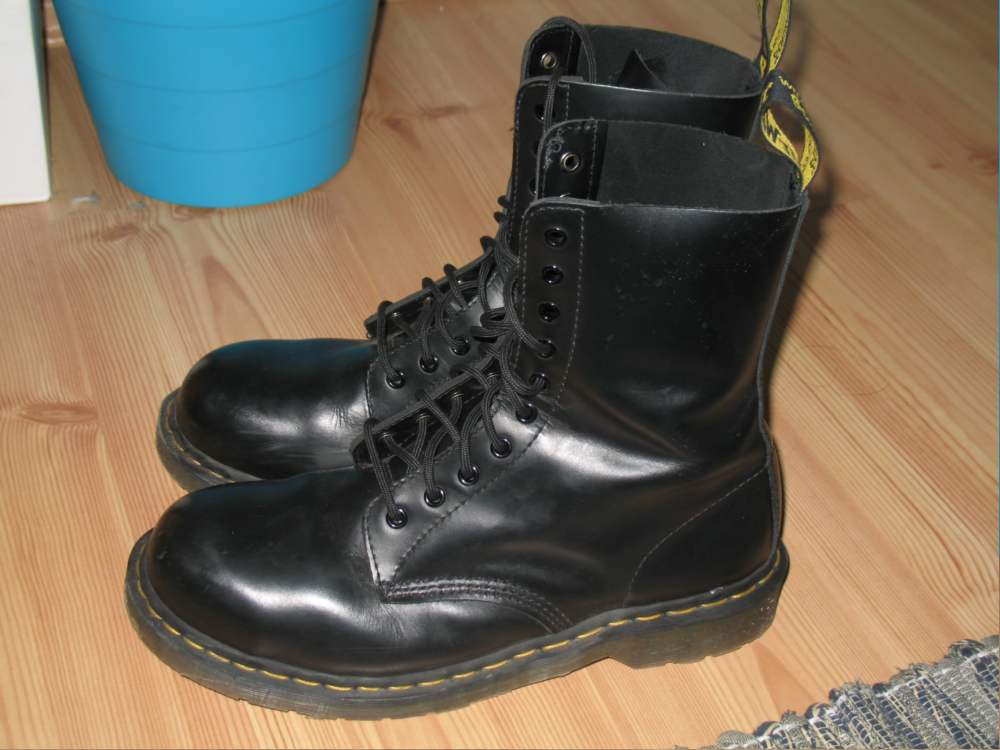
Modello 1490 a 10 buchi
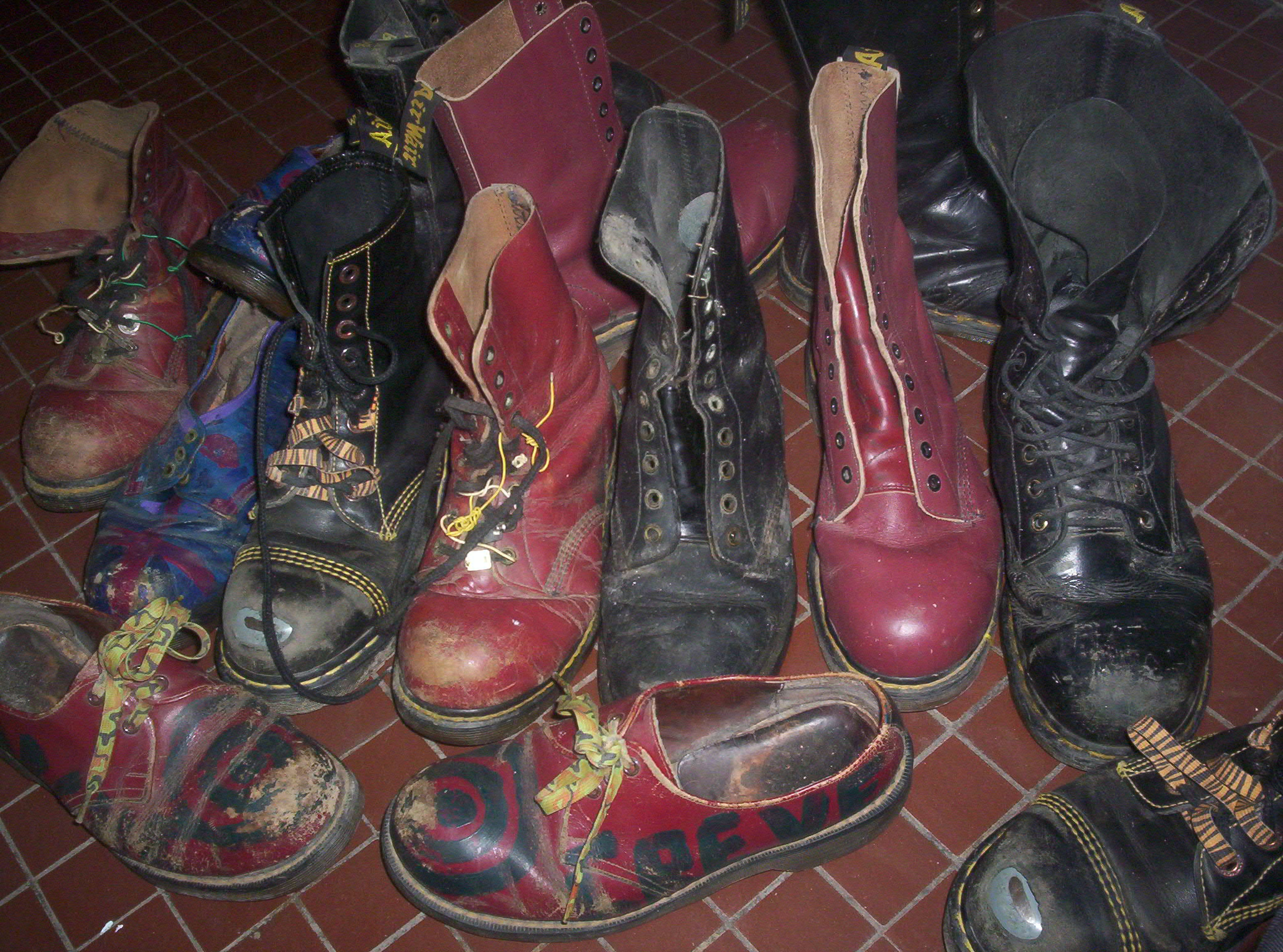
Vari modelli di Dr. Martens assortiti

## Solovair

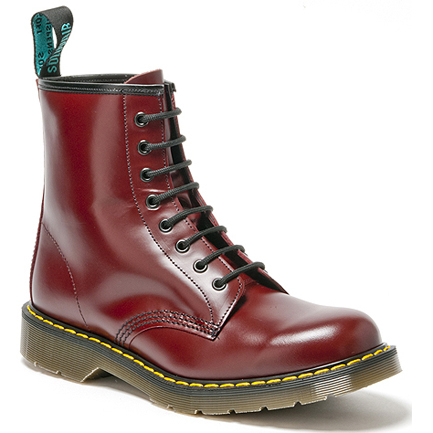
Anfibi a 8 buchi Solovair in produzione fin dal 1960

Sotto il marchio Solovair, la britannica NPS Shoes Ltd., ha prodotto fin dal 1960 anfibi similari a quelli della Dr. Martens, con il nome "Soft Sole Suspension", utilizzando però una suola Goodyear. La R. Griggs Group Ltd. ha in seguito concesso l'utilizzo del marchio Dr. Martens ma non del brevetto della suola, così la R. Griggs Group Ltd. e la NPS Shoes Ltd. hanno collaborato assieme per sviluppare una suola Solovair, con caratteristiche del tutto similari alla suola Dr. Martens. Queste scarpe uscivano con il marchio Dr. Martens by Solovair.
Dal 1995 gli anfibi vengono prodotti con il proprio marchio Solovair e continuano ad essere fabbricati nel Regno Unito a tutt'oggi utilizzando gli stessi stampi con i quali sono stati prodotti gli anfibi per la Dr. Martens fin dagli anni sessanta, quando invece la Dr. Martens ha portato la produzione in Estremo Oriente. Per questo motivo punk e skinhead britannici preferiscono talvolta utilizzare queste imitazioni anziché il più noto marchio.

## Influenze nella cultura di massa

### Musica
- Nel 1969 la band skinhead reggae Symarip incide per la Trojan Records il 45 giri Skinhead Moonstomp. Il brano fa preciso riferimento al modo di camminare (moonstomp) tipico degli skinhead che indossano Dr. Martens, e che, per via dei cuscinetti d'aria, sembrano "camminare sulla luna"[1]. Il brano è stato poi ripreso negli anni ottanta dalla band ska The Specials. Nello stesso periodo i Symarip cantano inoltre una versione di These Boots Are Made for Walkin' (che compare nel loro album del 1970 Skinhead Moonstomp) in cui cambiano il verbo walking ("camminare"), con stomping ("calpestare"), facendo diventare la canzone These Boots Are Made for Stomping, facendo riferimento ancora una volta agli anfibi indossati dagli skinhead, cioè i Dr. Martens.
- Pete Townshend, che negli anni sessanta contribuì a lanciare i Dr. Martens tra i propri fan, soprattutto mod, nel 1982 canta la canzone Uniforms (Corp d'Esprit), in cui fa un preciso riferimento ai Dr. Martens: «Wear your braces round your seat / Doctor Martens on your feet / Keep your barnet very neat / For credibility on street» («Indossa le bretelle attorno al tuo sedere[N 1] / metti i Doctor Martens ai tuoi piedi / tieni i tuoi capelli in ordine / per avere credibilità sulla strada»)[17].
- Nel 1984 la band tedesca Böhse Onkelz, all'interno dell'album Der nette Mann, ha dedicato alla calzatura il brano Dr. Martens Beat, un chiaro gioco di parole con "Dr. Martens Boot".
- Il nome della band punk The Bouncing Souls ("Le anime rimbalzanti"), fondata nel 1987, è una parafrasi dello slogan pubblicitario della Dr. Martens, «with bouncing soles» (letteralmente «con suole "rimbalzanti"»).
- Nel 1993 il gruppo punk tedesco Die Kassierer dedica alla calzatura il brano Dr. Martens contenuto nell'album Der Heilige Geist greift an.
- Nel 1995 il gruppo tedesco The Bates, celebre per la sua cover "dark" della hit di Michael Jackson Billie Jean, omaggia gli anfibi dalla "suola rimbalzante" con il brano Doc's, contenuto nell'album Shake: « Punks wear them / Skinheads wear them / Billies wear them / I wear them too / I love my Doc's [...] I wear Doc Martens » (« I punk li indossano / Gli skinhead gli indossano / I rockabilly li indossano / Anch'io li porto / Io amo i miei Doc's [...] Io indosso Doc Martens »).
- Il gruppo irlandese The Cranberries nel testo della canzone The Rebels, presente nell'album To the Faithful Departed del 1996, cita questo tipo di calzature: « Seems like yesterday we were sixteen. / We were the rebels of the rebel scene. / We wore Doc Martens in the sun, / drinking vintage cider having fun, / we were drinking vintage cider having fun. [...] We wore Doc Martens in the snow. / (We will never go) / Paint our toe-nails black and let our hair grow. / (We will never grow) / What I am now's what I was then. / (We will never know) / I am not more acceptable than them. / But, I am not more acceptable than them. » («Sembra ieri quando avevamo sedici anni. / Eravamo i ribelli della scena ribelle. / Indossavamo Doc Martens nel sole, / ci divertivamo bevendo sidro d'annata, / ci divertivamo bevendo sidro d'annata. [...] Indossavamo Doc Martens nella neve. / (Non ce ne andremo mai) / Ci dipingevamo le unghie dei piedi di nero e lasciavamo crescere i capelli. / (Noi non crescerem mai) / Quel che sono ora è quel che ero allora. / (Non lo sapremo mai) / Non sono più accettabile di allora. / Ma non sono più accettabile di allora.»)
- Nel 2000 la band ska Skarface dedica il brano Doc Martens Boots, contenuto nell'album Last Music Warriors, al celebre anfibio britannico.

### Cinema e televisione
- Nel musical di Ken Russell, Tommy del 1975, tratto dall'omonima opera rock degli Who, possiamo vedere "The Pinball Wizard" (Elton John) indossare un enorme paio di Dr. Martens rossi a 14 buchi alti circa 1,40 m. La riproduzione gigante dei Doctors in vetroresina utilizzata nel film, posseduta in seguito da Elton John, è stata acquistata nel 1988 ad un'asta di memorabilia da Stephen Griggs della R. Griggs & Co. per 12.100 sterline. La riproduzione gigante di Doctors è attualmente esposta, all'interno di una teca di vetro, al Museo della Scarpa di Northampton[1]. Nello stesso lungometraggio, quando i seguaci di Tommy (Roger Daltrey) gli si rivoltano contro, è possibile vedere come costoro indossino vari modelli di Dr. Martens, ripresi in più occasioni in primo piano mentre infrangono i vetri e i tabelloni dei flipper.
- Nel 1982, all'interno del secondo episodio di The Young Ones, i protagonisti della serie televisiva, in particolare il comico britannico Alexei Sayle, cantano la canzone Dr. Martens Boot: «Dr. Martens, boots of the world, / So that everybody can be free. / They're classless, matchless, ageless and waterproof. / And retail for only 19 pounds and 99p / What should everyone be wearing? / Those boots with the air-flow soles... / Thanks to Dr. Marten everyone will have warm feet, / Thanks to Dr. Marten they'll be dancing in the street...» («Dr. Martens, stivali del mondo / Così che ognuno possa essere libero. / Non appartengono ad alcuna classe, partito, età e sono impermeabili. / E li puoi comprare per 19,99 sterline. / Che cosa dovrebbero indossare tutti quanti? / Questi stivali con le suole ammortizzate... / Grazie al Dr. Marten ognuno potrà tenere i piedi al caldo, / Grazie al Dr. Marten ognuno potrà ballare nelle strade...»)[2].
- Nella nuova serie televisiva Doctor Who (2005-in corso), il personaggio di Amy Pond, interpretato dall'attrice scozzese Karen Gillan, indossa spesso vari modelli di stivali Dr. Martens[18] Così anche il completo del Dodicesimo Dottore, interpretato da Peter Capaldi, prevede un paio di anfibi Dr. Martens neri[19].
- I Dr. Martens sono al centro del film del 2006 This Is England diretto da Shane Meadows. I protagonisti indossano tutti alti anfibi Dr. Martens, simbolo stesso e caratteristica identificativa degli skinhead; la calzatura, assieme ad altri indumenti caratteristici della sottocultura, è inoltre al centro della "iniziazione" a nuovo membro del gruppo del protagonista Shaun (Thomas Turgoose), che si reca con la madre ad acquistarne un paio in un negozio di scarpe, ma verrà da questa dissuaso puntando invece su un altro paio di scarpe più basse, perché i Doctors sono considerati dalla madre stivali "da teppista".

### Sport
- Dal 1998 al 2003 Dr. Martens è stato lo sponsor della squadra inglese di rugby Rushden & Diamonds F.C. Nel 2001 è stato dato il nome Airwair Stand ad un nuovo edificio costruito all'interno del Nene Park di Irthlingborough, nel Northamptonshire, stadio casa della squadra.

## Celebrità
Molti sono i personaggi celebri che sono stati spesso ritratti con addosso Dr. Martens o sono particolarmente affezionati al brand britannico, tra questi:
- Tony Benn, politico britannico socialista, è stato il primo personaggio pubblico ad indossare Dr. Martens 1461 all'interno del parlamento britannico[1].
- Pete Townshend, chitarrista del gruppo musicale inglese The Who, a lui è imputata la diffusione della calzatura presso i mod britannici[1].
- Noddy Holder, cantante del gruppo musicale inglese Slade[1].
- Ian Dury, cantante inglese[1].
- Billy Bragg, cantante inglese[1].
- Jean-Jacques Burnel, bassista e cantante del gruppo musicale inglese The Stranglers[1].
- Joe Strummer, cantante e chitarrista del gruppo musicale inglese The Clash[1].
- Graham McPherson, cantante del gruppo musicale Madness[1].
- Buster Bloodvessel, cantante del gruppo musicale Bad Manners[1].
- Paul King, cantante inglese[1].
- Morrissey, cantante inglese, ex cantante del gruppo musicale The Smiths[1].
- Henry Rollins, cantante statunitense, ex cantante del gruppo musicale Black Flag[1].
- PJ Harvey, cantante inglese[1].
- Sinéad O'Connor, cantante irlandese[1].
- Sibyl Buck, supermodella statunitense, che nei primi anni novanta viene resa celebre dal proprio stile grunge, apparendo in parte trascurata rispetto allo stile elegante delle modelle allora in voga, tingendosi i capelli rosso fuoco, esibendo svariati piercing (al setto nasale, nella lingua e ai capezzoli) e indossando Dr. Martens.[20]
- Gwen Stefani, cantante statunitense, ex cantante del gruppo musicale No Doubt[1][21].
- Agyness Deyn, supermodel inglese: la modella britannica ama indossare spesso anfibi Dr. Martens, di cui si dichiara una accesa sostenitrice, tanto da esserne divenuta la testimonial ufficiale ed essere apparsa nella campagna pubblicitaria del marchio di scarpe britannico[21][22][23][24].
- Daisy Lowe, modella inglese, ha posato per una campagna pubblicitaria Dr. Martens[25].
- Avril Lavigne, cantautrice, stilista e attrice canadese[21][26].
- Hayley Williams, cantautrice statunitense, cantante dei Paramore[27].
- Damon Albarn, frontman della band britannica britpop Blur[28].
- Miley Cyrus, cantante pop statunitense, nel famoso video musicale della canzone Wrecking Ball, viene ripresa completamente nuda con addosso solamente un paio di Dr. Martens 1490 bordeaux.